# Oviedo Express
Oviedo Express es una película española de 2007 dirigida por Gonzalo Suárez.

## Argumento
El tren Oviedo Express llega a la estación, en él viajan un grupo de actores cómicos que van a representar el clásico La Regenta de Leopoldo Alas "Clarín". La llegada del grupo alterará la vida en la ciudad en todos los estratos sociales, haciendo de la cinta un reflejo de la vida en las ciudades pequeñas. El principal escándalo es el protagonizado por la mujer del Alcalde, que se enamorará de uno de los actores principales del elenco.

## Premios
52.ª edición de los Premios Sant Jordi
| Categoría                         | Persona       | Resultado |
| --------------------------------- | ------------- | --------- |
| Mejor actriz en película española | Maribel Verdú | Ganadora  |

## Reparto
| Intérprete           | Personaje             |
| -------------------- | --------------------- |
| Carmelo Gómez        | Benjamín Olmo         |
| Aitana Sánchez-Gijón | Mariola Mayo          |
| Bárbara Goenaga      | Emma                  |
| Maribel Verdú        | Mina                  |
| Alberto Jiménez      | Ernesto de Villamarín |
| Najwa Nimri          | Bárbara               |
| Jorge Sanz           | Álvaro Mesía          |
| Víctor Clavijo       | Leopoldo              |
| Rulo Pardo           | Pirindolo             |
| Abel Vitón           | Víctor                |
| Silvia Marty         | Petra                 |
| Tino Díaz            | Ángel                 |
| Eliana Álvarez       | Periodista 1          |
| Natalia Díaz         | Periodista 2          |
| Isabel Fraga         | Periodista 3          |
| Luis Muñiz           | Periodista 4          |
| Lídia Rodríguez      | Chica Calle           |
| Armando Felgueroso   | Conserje 1            |
| Gonzalo Embil        | Empleado Funeraria    |
| Joaquín Amores       | Botones               |
| Avelino Arias        | Camarero Cafetería    |
| Félix Cubero         | Joyero                |
| Santiago Molero      | Joven Calle           |
| Sara Martínez        | Mujer Calle           |
| Lluis Anton Gonzalez | Transeunte Calle      |
| Jorge Suarez         | Marido recién casado  |